# 1920 у кіно

## Фільми
- Кабінет доктора Калігарі
- Ґолем, як він прийшов у світ
- Останній з могікан
- Дракула (спірно, існування не підтверджено)

## Персоналії

### Народилися
- 9 січня — Мечислав Павликовський, польський актор театру та кіно (пом. 1978)
- 10 січня — Жорж Маршаль, французький актор театру, кіно і телебачення (пом. 1997)
- 20 січня:
  - Федеріко Фелліні, італійський кінорежисер, сценарист (пом. 1993)
  - Дефорест Келлі, американський актор, сценарист, поет і співак.
- 21 січня — Микола Трофімов, російський і радянський актор театра і кіно.
- 30 січня — Делберт Манн, американський режисер кіно і телебачення (пом. 2007).
- 10 лютого — Кульчицька Тетяна Володимирівна, радянська і українська організаторка кіновиробництва.
- 20 лютого — Річард Метісон, американський письменник та сценарист.
- 28 лютого:
  - Смирнов Олексій Макарович, російський радянський актор (пом. 1979)
  - Іванов Борис Володимирович, радянський і російський актор театру та кіно (пом. 2002)
- 29 лютого — Мішель Морган, французька акторка (пом. 2016).
- 16 березня — Швейцер Михайло Абрамович, радянський кінорежисер.
- 25 березня — Патрік Траутон, англійський актор (пом. 1987)
- 1 квітня:
  - Міфуне Тосіро, японський актор (пом. 1997).
  - Медведєв Юрій Миколайович, радянський російський артист театру і кіно.
- 3 квітня — Нагибін Юрій Маркович, російський письменник, сценарист.
- 24 квітня — Трахтенберг Натан Соломонович, радянський український звукооператор.
- 25 квітня — Жан Карме, французький актор, сценарист.
- 1 травня — Копержинська Нонна Кронідівна, українська акторка театру і кіно (пом. 1999).
- 16 травня — Мартін Кароль, французька акторка театру і кіно.
- 17 травня — Раймон Жером, французький актор (пом. 2002)
- 22 травня — Гринько Микола Григорович, український радянський актор (пом. 1989)
- 28 травня — Теплицький Костянтин Гедалійович, український кінознавець (пом. 1997)
- 15 червня — Казанська Алла Олександрівна, радянська і російська акторка театру і кіно, театральна педагогиня.
- 17 червня — Сецуко Хара, японська акторка (пом. 2015).
- 19 червня — Ів Робер, французький кінорежисер, актор та сценарист (пом. 2002).
- 5 липня — Ігнацій Маховський, польський актор театру, кіно, радіо і телебачення.
- 10 липня — Балашов Володимир Павлович, радянський актор театру і кіно.
- 11 липня — Юл Бріннер, американський актор швейцарсько-бурятсько-російського походження (пом. 1985).
- 27 липня — Девід Дюран, американський актор.
- 29 липня — Гашинський Аркадій Євгенович, український радянський актор театру та кіно (пом. 1991).
- 1 серпня — Толбузін Аркадій Миколайович, радянський російський актор театру і кіно, режисер, сценарист.
- 6 серпня — Елла Рейнс, американська акторка (пом. 1988).
- 18 серпня — Шеллі Вінтерс, американська театральна, телевізійна і кіноакторка (пом. 2006)
- 24 серпня — Юнгер Бела Германович, угорець, радянський український письменник, казкар, сценарист (пом. 1992).
- 8 вересня — Граве Олександр Костянтинович, радянський і російський актор театру і кіно, педагог.
- 23 вересня:
  - Міккі Руні, американський актор.
  - Ізмайлова Олена Давидівна, радянська і російська акторка театру та кіно.
- 25 вересня — Бондарчук Сергій Федорович, радянський режисер та актор українського походження (пом. 1994).
- 28 вересня — Лапшин Ярополк Леонідович, радянський і російський кінорежисер, сценарист (пом. 2011).
- 17 жовтня — Монтгомері Кліфт, американський актор.
- 18 жовтня — Меліна Меркурі, грецька акторка, співачка та політик (пом. 1994).
- 19 листопада — Джин Тірні, американська акторка, номінантка премії «Оскар» (пом. 1991).
- 14 грудня — Сергеєв Микола Матвійович, радянський, український актор, режисер.
- 19 грудня — Граббе Микола Карлович, радянський кіноактор, майстер дубляжу.